# 朱文臣
朱文臣（1966年—），河南鹿邑人，汉族，中华人民共和国政治人物、第十二届全国人民代表大会河南地区代表。
毕业于河南大学经济管理专业。加入中国共产党。担任辅仁药业董事长。2008年起担任全国人大代表。2013年，担任全国人大代表。
2018胡润百富榜以120亿身家位居河南企业富豪前五。2020年，中国证监会对朱文臣采取10年市场禁入并对其处以罚款共计150万元。